# 신의 조명
신학에서 신의 조명(divine light, divine radiance or divine refulgence)이란 물리적인 수단이 아닌 영적인 방법을 통하여 하나님 천사들, 혹은 인간들과 알지못하는 신비한 능력으로 신의 임재를 말하는 개념이다.
- 내면의 빛 - 기독교 개념과 퀘이커 교리
- Prakasa - Siva의 신성한 의식의 빛의 Kashmiri Saiva 개념
- 누르 - 이슬람 용어와 개념
- Ein Sof - 랍비 유대교에서
- 타 보르 빛 - 동방 정교 신학
- Theoria - 기독교 신학, theosis에 경로에 조명
- Ayat an - Nur - 아랍어로, Sign of Light

## 같이 보기
- 아쇼 투 (영적 지도자)
- 신성한 빛 임무
- 조명 (모호성 제거)
- 수랏 샤브드 요가